# Бакаев, Алихан Хавайшевич
Алихан Хавайшевич Бакаев (род. 3 октября 1997, Толстой-Юрт, Чечня) — российский боксёр, мастер спорта международного класса, серебряный призёр Чемпионата России (2017).

## Биография
Родился 3 октября 1997 года. Занимается боксом с 2007 года. Выпускник НИТУ «МИСиС».

## Спортивные результаты.
- Чемпионат России по боксу 2017 года, Грозный, 64 кг — [4][2].
- X Международный турнир по боксу памяти Первого Президента Чеченской Республики А-Х. Кадырова, 69 кг — .
- IV летняя Спартакиада молодёжи России 2018[5] года, 69 кг — .